# فوجیوارا نو نوبوتاکا
فوجیوارا نو نوبوتاکا (به ژاپنی: 藤原 宣孝 ふじわら の のぶたか)؛ تولد نامشخص – مرگ ۱۰۰۱ میلادی) از خاندان هوکه (فوجیوارا) و پسر فوجیوارا نو تامه سوکه ja:藤原為輔 چوناگون (مشاور) فوجیوارا نو تاکافوجی در دوره هی‌آن اهل ژاپن بود. او همسر موراساکی شیکیبو نویسنده داستان گنجی بود. او در سال ۹۹۸ میلادی همچنین به عنوان ارباب یاماشیرو خدمت می‌کرد، و در همین زمان با موراساکی شیکیبو ازدواج کرد.